# Cadre-47/2-Europameisterschaft 1963

Logo CEB (ausrichtender Verband)

Veranstaltungsort: Huelva

Die Cadre-47/2-Europameisterschaft 1963 war das 25. Turnier in dieser Disziplin des Karambolagebillards und fand vom 10. bis zum 13. Januar 1963 im andalusischen Huelva statt. Es war die vierte Cadre-47/2-Europameisterschaft in Spanien.

## Geschichte
Die EM in Huelva endete mit einem niederländischen Doppelsieg. Dieser war nicht vorherzusehen, da Tini Wijnen erst durch die Absage von Jacques Grivaud in das Teilnehmerfeld nachrückte. Nach anfänglichen Problemen steigerte sich Wijnen. Der niederländische Meister Henk Scholte spielte von Anfang an sehr stark und hatte bis zur sechsten Partie 51,28 GD. Dann aber musste er gegen José Gálvez eine 316:400-Niederlage einstecken. Dadurch kam es schließlich zur Stichpartie, die Wijnen gewann. Mit einer guten Leistung wurde Gálvez Dritter. Es war sogar mehr möglich. Aber in seiner letzten Partie nach dem Sieg gegen Scholte, musste er gegen den deutschen Vertreter Ernst Rudolph eine Niederlage mit 382:400 einstecken. Der GD von 28,97 im Endklassement war für Rudolph sein bis dahin bester Turnierdurchschnitt.

## Turniermodus
Hier wurde im Round Robin System bis 400 Punkte gespielt. Es wurde mit Nachstoß gespielt. Damit waren Unentschieden möglich.
Bei MP-Gleichstand (außer bei Punktgleichstand beim Sieger) wird in folgender Reihenfolge gewertet:
1. MP = Matchpunkte
2. GD = Generaldurchschnitt
3. HS = Höchstserie

## Abschlusstabelle
| MP    | Match Points (Sieger = 2; Unentschieden = 1; Verlierer = 0) |
| Pkte. | Erzielte Karambolagen                                       |
| Aufn. | Benötigte Versuche                                          |
| GD    | Generaldurchschnitt                                         |
| BED   | Bester Einzeldurchschnitt eines Spielers                    |
| HS    | Höchstserie                                                 |
|       | Bester GD des Turniers                                      |
|       | Bester ED des Turniers                                      |
|       | Beste HS des Turniers                                       |
|       | 1. Platz (Gold)                                             |
|       | 2. Platz (Silber)                                           |
|       | 3. Platz (Bronze)                                           |

| Platz                                         | Name           | MP   | Pkte. | Aufn. | GD    | BED    | HS  |
| --------------------------------------------- | -------------- | ---- | ----- | ----- | ----- | ------ | --- |
| 1                                             | Tini Wijnen    | 12:2 | 2667  | 70    | 38,10 | 80,00  | 185 |
| 2                                             | Henk Scholte   | 12:2 | 2716  | 68    | 39,94 | 100,00 | 325 |
| 3                                             | José Gálvez    | 8:6  | 2577  | 81    | 31,81 | 80,00  | 326 |
| 4                                             | Robert Guyot   | 6:8  | 2360  | 61    | 38,68 | 80,00  | 356 |
| 5                                             | Joseph Vervest | 6:8  | 1612  | 55    | 29,30 | 80,00  | 220 |
| 6                                             | Ernst Rudolph  | 6:8  | 2057  | 71    | 28,97 | 50,00  | 137 |
| 7                                             | Ramon Aguilera | 3:11 | 1491  | 75    | 19,88 | 25,00  | 112 |
| 8                                             | Jorge Pinto    | 3:11 | 1379  | 75    | 18,38 | 40,00  | 108 |
| Turnierdurchschnitt: 30,32 (ohne Stichpartie) |                |      |       |       |       |        |     |
| Stichpartie                                   |                |      |       |       |       |        |     |
| -                                             | Tini Wijnen    | 2:0  | 400   | 8     | 50,00 | 50,00  | 175 |
| -                                             | Henk Scholte   | 0:2  | 233   | 8     | 38,80 | –      | 126 |
| nach Stichpartie                              |                |      |       |       |       |        |     |
| 1                                             | Tini Wijnen    | 14:2 | 3067  | 78    | 39,32 | 80,00  | 185 |
| 2                                             | Henk Scholte   | 12:4 | 2949  | 76    | 38,80 | 100,00 | 325 |
| Turnierdurchschnitt: 30,58 (mit Stichpartie)  |                |      |       |       |       |        |     |